# Đội du kích Cứu quốc quân Ba Tơ
Đội du kích Cứu quốc quân Ba Tơ, gọi tắt là Đội du kích Ba Tơ, ra đời sau cuộc khởi nghĩa Ba Tơ (ngày 11 tháng 3 năm 1945) do Tỉnh uỷ lâm thời Quảng Ngãi, gồm các những người cộng sản tại Căng an trí Ba Tơ, lãnh đạo.
Đội du kích Ba Tơ là lực lượng vũ trang đầu tiên của Đảng Cộng sản Việt Nam ở Nam Trung Bộ. Ngày đầu thành lập, quân số chính thức của du kích Ba Tơ chỉ 17 người. Ngay ngày đầu ra quân, đội du kích đã thực hiện được chiến công chiếm Nha kiểm lý, triệt hạ đồn Ba Tơ, đưa cuộc khởi nghĩa đến thắng lợi, thành lập chính quyền cách mạng ở châu Ba Tơ.
Dưới sự lãnh đạo của tướng Nguyễn Chánh và các cộng sự của ông, đội du kích Ba Tơ đã phát triển nhanh chóng về số lượng, trở thành lực lượng nòng cốt cho phong trào kháng Nhật cứu nước tại tỉnh Quảng Ngãi trong Cách mạng tháng Tám và sau này trở thành tiền thân của lực lượng vũ trang Liên khu 5 – một trong các lực lượng chiến đấu tinh nhuệ nhất của Quân đội nhân dân Việt Nam trong cuộc Chiến tranh Đông Dương.

## Cách mạng tháng Tám và Kháng chiến chống Pháp
Trong cuộc tổng khởi nghĩa tháng 8 năm 1945, đội du kích Ba Tơ cùng với nhân dân Quảng Ngãi giành được những thắng lợi quân sự tại Gi Lăng, Xuân Phổ, Sa Huỳnh, Châu Ổ, Cổ Lũy, Mỏ Cày và Tú Sơn, qua giúp cho lực lượng Việt Minh nhanh chóng giành được chính quyền trên toàn tỉnh Quảng Ngãi.
Sau khi nhà nước Việt Nam Dân chủ Cộng hoà được thành lập (2 tháng 9 năm 1945), các lực lượng vũ trang cách mạng được chuyển thành các đơn vị của Quân đội nhân dân Việt Nam thống nhất, Đội du kích Ba Tơ được đổi tên thành Giải phóng quân Lê Trung Đình (Quảng Ngãi) nhưng cái tên "du kích Ba Tơ" vẫn được sử dụng phổ biến để chỉ những chiến sĩ thuộc lực lượng này.
Trong cuộc Chiến tranh Đông Dương với Pháp (1945–1954), các đơn vị tác chiến của Đội du kích Ba Tơ đã được điều động xuống các mặt trân miền nam để phối hợp cùng quân dân các địa phương trực tiếp đối mặt với quân đội Pháp. Đơn vị này đã chiến đấu tại các mặt trận quan trọng như ở cầu Thị Nghè, Bình Lợi (Bắc Sài Gòn); Phú Riềng, Đồng Xoài (miền Đông Nam Bộ); Đồng Tháp, Long An (đồng bằng sông Cửu Long); các tỉnh Nam Trung Bộ và Tây Nguyên. Đặc biệt một số đơn vị tinh nhuệ còn được điều động qua các mặt trận Pha Lang, Đồng Hến, Shêpôn ở Trung và Hạ Lào để hỗ trợ lực lượng du kích Pathet Lào chiến đấu chống lại quân đội Pháp.
Đội du kích Ba Tơ với tư cách là một đơn vị thống nhất như tên gọi của nó chỉ được duy trì trong thời gian chưa đầy 6 tháng, nhưng đội du kích có vai trò quan trọng trong truyền thống của Quân đội nhân dân Việt Nam.

## Tặng thưởng
Năm 2010, Nhà nước phong tặng danh hiệu Anh hùng lực lượng vũ trang nhân dân trong thời kỳ chống Pháp cho Đội du kích Ba Tơ.